# Jackie McLean

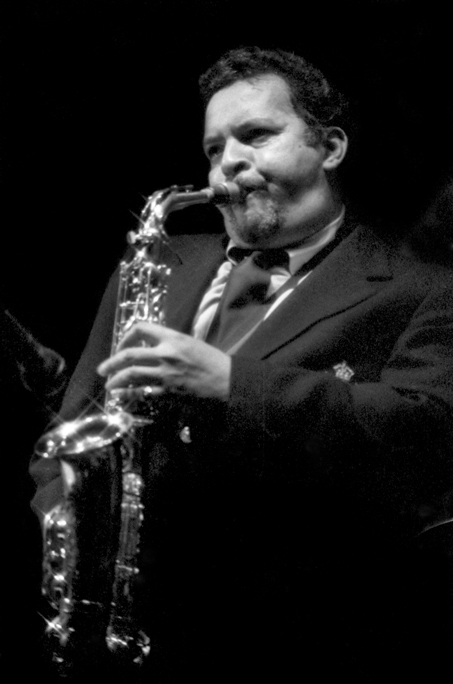
Jackie McLean

John Lenwood „Jackie“ McLean (* 17. Mai 1931 in New York City; † 31. März 2006 in Hartford, Connecticut) war ein US-amerikanischer Jazzmusiker und Altsaxophonist.
Er zählt zu den Wegbereitern des Hard Bop und arbeitete u. a. mit Jazzgrößen wie Miles Davis, Gil Evans, Sonny Rollins, Charles Mingus und Ornette Coleman. Sein voluminöser Sound, der sich vom für die damalige Zeit typischen Ton des Altsaxophons abhob, sowie sein expressives, bluesgefärbtes Spiel und eine etwas kantige Phrasierung waren seine künstlerischen Markenzeichen.

## Werdegang
John Lenwood McLean, von Jugend an Jackie genannt, wuchs in Harlem, New York City auf. Er erhielt Unterrichtsstunden in Jazz-Harmonielehre von dem virtuosen Bebop-Pianisten Bud Powell (der ebenso wie Thelonious Monk und Sonny Rollins damals in McLeans Nachbarschaft wohnte). Seine Begabung und die lebendige Jazz-Szene der Stadt zu dieser Zeit verhalfen ihm in jungen Jahren zu Aushilfsjobs in der Band des Ausnahmepianisten Thelonious Monk sowie zu Vertretungsjobs für den oft vom Drogenmissbrauch ausgehebelten Altsaxofon-Giganten Charlie Parker. In McLeans erster Band spielten Sonny Rollins Tenorsaxofon, Kenny Drew Piano und Percy Heath Bass.
1949 nahm McLean als Protegé von Miles Davis (bei dem er 1951/52 spielte, Miles Davis Volume 1) eine LP mit dem Titel Dig auf, die seinem Spiel in einer breiteren Öffentlichkeit Gehör verschaffte. Es folgten weitere Aufnahmen unter seinem eigenen Namen bei dem Label Blue Note, die ihn nicht nur als talentierten Improvisator, sondern auch als hörenswerten Komponisten vorstellten. 1955 wirkte er mit seinen zwei Kompositionen „Dr. Jackle“ und „Minor March“ an Miles’ Album Miles Davis and Milt Jackson Quintet/Sextet mit. 1956 musizierte der Altsaxophonist vorübergehend in Charles Mingus’ Jazz Workshop (1956), wo er am Album Pithecanthropus Erectus beteiligt war, und anschließend bei Art Blakeys Jazz Messengers (1956/7). Mingus widmete ihm ein Stück mit dem Namen Profile of Jackie.
McLean hatte mit Drogenproblemen zu kämpfen, in deren Folge er eine Zeit lang seine Auftrittsgenehmigung für New York verlor. Die für ihn daraus resultierenden negativen wirtschaftlichen Folgen kompensierte der Musiker durch intensive Aufnahme- und Veröffentlichungstätigkeit, zunächst für Prestige Records. Als Sideman wirkte er in dieser Zeit an zahlreichen Aufnahmen von George Wallington, Gene Ammons, Hank Mobley, Art Farmer, Art Taylor, Ray Draper, Kenny Burrell und Mal Waldron mit. Kurz nacheinander entstanden zwei seiner wichtigsten LPs bei Blue Note Records, für das er 1959 bis 1967 21 Alben einspielte: A Fickle Sonance (1961) und Let Freedom Ring (1962). Vor allem in seinen formal freien Kompositionen Quadrangle und A Fickle Sonance liebäugelte er mit der Free-Jazz-Avantgarde seiner Zeit, ohne sich jedoch ganz vom harmonischen Grundgerüst des Hardbop zu lösen.
1959 bis 1961 spielte McLean als Musiker und Schauspieler in dem Stück The Connection von Jack Gelber mit dem Living Theatre.
Nach diversen blowing sessions (Aufnahmesitzungen ad hoc zusammengewürfelter Musiker) für Blue Note, stellte McLean in der Folge seine erste working band zusammen, bestehend aus Grachan Moncur III an der Posaune, Bobby Hutcherson am Vibraphon sowie Tony Williams am Schlagzeug. Es folgten mehrere LP-Einspielungen, darunter One Step Beyond, Evolution und Destination… Out!.
Gegen Ende der 1960er Jahre ließ der kommerzielle Erfolg seiner Schallplattenveröffentlichungen nach. McLean begann daher vermehrt zu touren und ab 1968 als Lehrer zu arbeiten. 1972 erhielt er einen Lehrauftrag an der University of Hartford in Connecticut. In den 1980er Jahren trat er wieder auf, häufig mit seinem Sohn René (geboren 1946), der ebenfalls Saxophonist ist.
2001 erhielt McLean das Jazz Masters Fellowship der staatlichen NEA-Stiftung, die höchste Auszeichnung für Jazzmusiker in den USA.

## Seine Musik
Das musikalische Schaffen McLeans ist vielfältig und gibt einen guten Einblick in die Strömungen des Jazz seit dem Bebop. Gerade für Altsaxofonisten war es während und noch viele Jahre nach dem Höhenflug des Bebop schwierig, die Ikone Charlie Parker zu überwinden und eine eigene Sprache zu finden. Dementsprechend lassen McLeans frühe Aufnahmen noch den starken Einfluss seines Idols erkennen, während er sich in den 1950er Jahren stetig davon entfernte. Bereits in den 1960ern war – u. a. mit Hilfe seines Mentors Charles Mingus und dem Aufkommen des Free Jazz eines Ornette Coleman – der Prozess seiner künstlerischen Selbstfindung abgeschlossen. Er hatte zu einer eigenen Sprache gefunden, die er mit den Jahren verfeinerte und die ihn nicht davon abhielt, musikalisch weiterzuforschen.

### Sound
McLeans hervorstechendstes Merkmal, nämlich sein Sound, orientierte sich nicht an dem für Altsaxofonisten gängigen Soundideal eines Johnny Hodges, sondern an Tenorsaxofonisten, wie Lester Young, Dexter Gordon, Ben Webster und Don Byas und verhalf ihm zu einem besonders kraftvollen Ton, sowie einer überdurchschnittlichen Lautstärke. Nicht zuletzt dieser Wille zur Expressivität ließ ihn zu einem der gefragtesten Spieler des Hard Bop werden.
Unmittelbar damit verknüpft ist auch die charakteristische Intonation McLeans, die im klassischen Background als „falsch“ gewertet werden kann, im Jazz aber als ausdruckssteigerndes Element eingesetzt wurde und wird.

### Phrasierung und Rhythmik
Die Phrasierung McLeans war schon in frühen Jahren im Gegensatz zu der Parkers sehr klar und „einfach“: keine hochkomplexen rhythmischen Strukturen mit Tempi-Wechseln, wie bei seinem Vorgänger, keine Bird-artigen Höhenflüge, die gegebenenfalls das Metrum und den Beat des Schlagzeugers verlassen, sondern auf den Punkt genaue Phrasierung, in den meisten Fällen im Einklang mit dem Drummer. Dies entsprach der Philosophie des Hard Bop, in dem sich der Jazz dem groovebezogenen Rhythm and Blues annäherte.
Der auch als außerordentlich schneller Spieler bekannte McLean bevorzugte Achtelnoten-Lines, die er in ungerader Anordnung oft in Frage-und-Antwort-Manier präsentierte.

### Das melodische Material
McLeans künstlerischer Weg führte weg von der – für den Bebop typischen – harmonischen hin zur modalen Spielweise. Vergleicht man seine Improvisation über Coleman Hawkins’ Komposition Bean And The Boys (LP Makin’ The Changes, 1957) mit der Improvisation über seine eigene Komposition Melody for Melonae (LP Let Freedom Ring, 1962), dann fallen folgende Veränderungen auf:
| Bean And The Boys | Melody for Melonae |
| --- | --- |
| - harmonischer, downbeat-lastiger Soloeinstieg, ähnlich einer Ankündigung zu folgendem | - Soloeinstieg mit aufsteigenden Offbeats und chromatischen Schritten, um von Anfang an höchstmögliche Spannung zu erzeugen  |
| - Beschränkung im Wesentlichen auf Achtel- und Viertelnoten | - starke rhythmische Bewegung und Gegensätze: Einsatz von Sechzehntel sowie Sechzehnteltriolen und extrem langgehaltene Töne |
| - Ausspielen der zugrunde liegenden Akkorde („vertikale Spielweise“), mit dem dafür typischen harmonischen Spannungsgefälle, das, vereinfacht gesagt, durch das Hin und Her zwischen Dominante (Spannung) und Tonika (Auflösung) entsteht | - Spiel mit Skalen, wie Harmonisch Moll, Melodisch Moll, Dorisch                                                             |
| - Einsatz von Bebop-Licks | - Verwendung extremer High Notes                                                                                             |
| - Aufbau stark melodisch-orientierter Lines | - Ausspielen spontan entworfener, sinnstiftender und effektvoller melodischer Einheiten                                      |

### Die Kompositionen
„Getting away from the conventional and much overused chord changes was my personal dilemma. Until recently this was the reason why many things I composed in 1955 left me helpless when it came to a basis for improvisation, for example Quadrangle and A Fickle Sonance […]Today when I play Quadrangle, I use sections of scales and modes […]Today I’m going through a big change compositionwise, and in improvising Ornette Coleman has made me stop and think. He has stood under much criticism, yet he never gives up his cause, freedom of expression. The search is on“

## Diskographie (Auswahl)
Die Angaben beziehen sich auf das Aufnahmedatum:
- Miles Davis and Milt Jackson Quintet/Sextet (August 1955)
- Lights Out (Januar 1956)
- 4, 5, and 6 (Juli 1956)
- Contour (1956)
- Drum Suite mit Art Blakey; drei Stücke mit Bill Hardman (tp), Sam Dockery (p) und Spanky DeBrest (b) (Dezember 1956)
- McLean’s Scene (Dezember 1956 und Februar 1957)
- A Long Drink Of The Blues (Februar 1957)
- Strange Blues (Februar 1957)
- Makin’ The Changes (Februar 1957)
- Alto Madness (Mai 1957)
- Jackie’s Bag (Januar 1959 und September 1960)
- New Soil (Mai 1959)
- Swing, Swang, Swingin (Oktober 1959)
- Capuchin Swing (April 1960)
- Bluesnik (Januar 1961)
- A Fickle Sonance (Oktober 1961)
- Let Freedom Ring (März 1962)
- Tippin’ The Scales (September 1962)
- One Step Beyond (April 1963)
- Vertigo (Mai 1959 und Februar 1963)
- Destination… Out! (September 1963)
- Action (September 1964)
- Right Now (Januar 1965)
- Jacknife (September 1965)
- Dr. Jackle (Dezember 1966)
- New And Old Gospel (März 1967) mit Ornette Coleman an der Trompete
- Demon’s Dance (Dezember 1967)
- Ode to Super (Juli 1973)
- Dynasty (November 1988)
- Rhythm Of The Earth (März 1992)
- Jackie McLean Meets Junko Ōnishi: Hat Trick (1995)
- Fire & Love (Juli 1997)
- Nature Boy (Juni 1999)